# Качелай (село)
Качела́й (ранее — Кочела́й) (эрз. Кацялай) — эрзянское село в Кочкуровском районе Республики Мордовия (Россия). Административный центр Качелайского сельского поселения.

## География

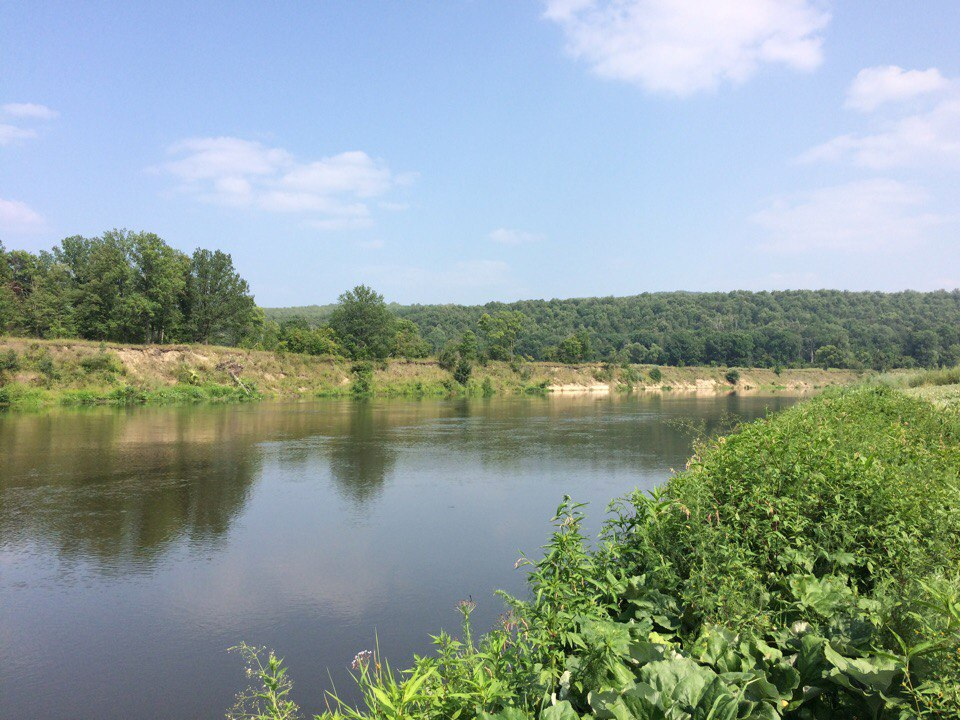
Сура у села Качелай

Село расположено на речке Лашма и реке Сура, в 54 км от столицы Республики Мордовии г. Саранска,  в 30 км от районного центра села  Кочкурово. Граничит с поселениями Мордовское Давыдово (6 км), Русское Давыдово (6 км). Село Татарский Умыс (1,5 км) и рзд. Качелай (1 км) входят в состав Качелайского сельского поселения. Качелай расположен на самой границе с Пензенской областью, с. Соколовка Пензенской области - в 7 км от Качелая.

## История
В «Списке населённых мест Пензенской губернии» (1869) Кочелай — деревня казённая из 139 дворов Саранского уезда.  М. Е. Евсевьев считает, что населённый пункт возник после 1563 года. В книге «Мордва Татреспублики» о заселении Качелая он пишет: « Мордва, жившая в Свияжском уезде до покорения Казани, разошлась по своим прежним улусам по Суре и на Мокшу вскоре после водворения русской власти в Казани». К такому выводу учёный приходит на основании лингвистических и этнографических данных. Он полагает, что у обэрзянившейся мокши Качелая в языке и быту сохранилось больше общих черт с казанской мордвой, чем с норовчатской. Другие учёные, соглашаясь с гипотезой  М. Е. Евсевьева о мокшанском происхождении населения села, оспаривают факт сплошного заселения смежных сёл Сабаева, Мордовского Давыдова и Качелая только одними переселенцами мокши из-под Казани. Архивные и лингвистические материалы свидетельствуют также и о том, что Присурье (территория Кочкуровского, Большеберезниковского и Дубёнского районов) являлось точкой соприкосновения мокши, жившей в междуречьях Суры и Иссы, с эрзей ещё до падения Казани. Название-антропоним. В его основе обнаруживается дохристианское имя Каця (Кацел). Он-то и был первопоселенцем, основателем населённого пункта. Это имя упоминается в « Книге письма и дозору Ивана Усова да Ильи Дубровского 1614 году». До сих пор в селе бытуют легенды о богатыре Качеле. Одна из них в литературной обработке В. К. Радаева опубликована в его книге «Легенды и предания».

## Население
| 2002 | 2010 |
| ---- | ---- |
| 367  | ↗377 |

Население по данным ВПН-2010 составляет 377 человек. Эрзяне.

## Образование
В селе работает Качелайское профессиональное училище № 11. У училища есть свой сельскохозяйственный кооператив, который занимается выращиванием зерновых культур. Школа закрыта из-за нехватки учеников. Оставшиеся ученики учатся в селе Сабаево.

## Инфраструктура
В 90-х годах XIX века при строительстве железной дороги между Рузаевкой и Инзой переселенцами из села Качелай был основан железнодорожный разъезд и рабочий посёлок, с одноимённым названием. К селу также подведена асфальтированная дорога. Регулярно совершает рейсы маршрутный автобус.